# Gran Premio d'Europa 1996
Il Gran Premio d'Europa 1996 è stato un Gran Premio di Formula 1 disputato il 28 aprile 1996 sul circuito del Nürburgring. La gara è stata vinta da Jacques Villeneuve, che ha così ottenuto la sua prima vittoria in Formula 1 al quarto Gran Premio in carriera; il canadese ha preceduto sul traguardo Michael Schumacher e David Coulthard.

## Vigilia

### Aspetti tecnici
La Forti porta in pista le nuove FG-03, ma le vetture devono ancora essere montate e i piloti affrontano le qualifiche con le vecchie monoposto.

### Aspetti sportivi
Dopo aver lasciato per due gare il volante della seconda Minardi a Marques, Fisichella torna a correre per il team italiano.

## Qualifiche

### Resoconto
Hill domina le qualifiche, conquistando la pole position con sette decimi di vantaggio sul compagno di squadra Villeneuve ed oltre un secondo sullo storico rivale Schumacher. Quarto è Alesi, che precede Barrichello, Coulthard, Irvine, Berger, Häkkinen e Frentzen. In fondo alla griglia entrambe le Forti rimangono fuori dal 107%, non qualificandosi per la gara.

### Risultati
| Pos                         | No | Pilota                | Costruttore          | Tempo    | Distacco |
| --------------------------- | -- | --------------------- | -------------------- | -------- | -------- |
| 1                           | 5  | Damon Hill            | Williams - Renault   | 1:18.941 |          |
| 2                           | 6  | Jacques Villeneuve    | Williams - Renault   | 1:19.712 | +0.771   |
| 3                           | 1  | Michael Schumacher    | Ferrari              | 1:20.149 | +1.208   |
| 4                           | 3  | Jean Alesi            | Benetton - Renault   | 1:20.711 | +1.770   |
| 5                           | 11 | Rubens Barrichello    | Jordan - Peugeot     | 1:20.818 | +1.877   |
| 6                           | 8  | David Coulthard       | McLaren - Mercedes   | 1:20.888 | +1.947   |
| 7                           | 2  | Eddie Irvine          | Ferrari              | 1:20.931 | +1.990   |
| 8                           | 4  | Gerhard Berger        | Benetton - Renault   | 1:21.054 | +2.113   |
| 9                           | 7  | Mika Häkkinen         | McLaren - Mercedes   | 1:21.078 | +2.137   |
| 10                          | 15 | Heinz-Harald Frentzen | Sauber - Ford        | 1:21.113 | +2.172   |
| 11                          | 12 | Martin Brundle        | Jordan - Peugeot     | 1:21.177 | +2.236   |
| 12                          | 14 | Johnny Herbert        | Sauber - Ford        | 1:21.210 | +2.269   |
| 13                          | 17 | Jos Verstappen        | Footwork - Hart      | 1:21.367 | +2.426   |
| 14                          | 19 | Mika Salo             | Tyrrell - Yamaha     | 1:21.458 | +2.517   |
| 15                          | 9  | Olivier Panis         | Ligier - Mugen-Honda | 1:21.509 | +2.568   |
| 16                          | 18 | Ukyo Katayama         | Tyrrell - Yamaha     | 1:21.812 | +2.871   |
| 17                          | 10 | Pedro Diniz           | Ligier - Mugen-Honda | 1:22.733 | +3.792   |
| 18                          | 21 | Giancarlo Fisichella  | Minardi - Ford       | 1:22.921 | +3.980   |
| 19                          | 20 | Pedro Lamy            | Minardi - Ford       | 1:23.139 | +4.198   |
| 20                          | 16 | Ricardo Rosset        | Footwork - Hart      | 1:23.620 | +4.679   |
| Tempo limite 107%: 1:24,467 |    |                       |                      |          |          |
| NQ                          | 23 | Andrea Montermini     | Forti - Ford         | 1:25.053 | +6.112   |
| NQ                          | 22 | Luca Badoer           | Forti - Ford         | 1:25.840 | +6.899   |

## Gara

### Resoconto
Al via Hill scatta molto male, perdendo diverse posizioni; anche Schumacher non ha uno spunto brillante, mentre i piloti della Benetton rimangono quasi fermi sulla griglia, bloccati dall'errato funzionamento del nuovo sistema manuale di blocco dei freni anteriori. Si trova così in testa Villeneuve, seguito da Coulthard e Barrichello; Schumacher è quarto, Hill solo quinto. Villeneuve comincia subito a guadagnare terreno, mentre Coulthard tiene dietro gli inseguitori; più indietro, Alesi si autoelimina già nel corso del primo passaggio in un azzardato tentativo di sorpasso a Salo, mentre Berger deve tornare ai box per sostituire le gomme, rovinate nella disastrosa partenza. Al termine del quinto passaggio Schumacher commette un piccolo errore all'ultima curva e Hill ne approfitta per passarlo sul rettilineo principale; l'inglese prova quindi a sopravanzare Barrichello, che però resiste agli attacchi del rivale grazie alla buona velocità di punta della sua Jordan. Nel frattempo Panis prova a superare Irvine, rallentato da problemi tecnici; i due però si toccano e si ritirano nella via di fuga. Il ritiro dei due permette a Frentzen di risalire in settima posizione, alle spalle di Häkkinen e Schumacher.
Poco prima che cominci la prima serie di pit stop Hill rallenta improvvisamente, avvertendo un comportamento irregolare da parte della sua vettura; durante il suo rifornimento i tecnici della Williams controllano a lungo la sua monoposto, rimandandolo in pista a centro gruppo. Dopo poche tornate inoltre, nel tentativo di superare Diniz al tornante Dunlop, arriva lungo alla staccata, i due si toccano e finiscono fuori pista; così il britannico si ritrova addirittura decimo. Villeneuve mantiene senza problemi la testa della corsa, mentre alle sue spalle Schumacher si sbarazza di Coulthard e Barrichello (quest'ultimo rallentato da un problema con il tubo del rifornimento) e si lancia all'inseguimento del canadese. Villeneuve gestisce però efficacemente la situazione e nonostante il vantaggio sul rivale scenda sotto il secondo durante gli ultimi giri, Schumacher non riesce mai a tentare un vero e proprio attacco. Villeneuve va così a vincere per la prima volta in carriera davanti a Schumacher; Hill rimonta dalle retrovie, rimanendo però bloccato alle spalle di Coulthard; Barrichello chiude al quinto posto, mentre il suo compagno di squadra Brundle entra in zona punti grazie al ritiro di Frentzen e ai due stop & go inflitti ad Häkkinen per aver oltrepassato il limite di velocità ai box.

### Risultati
| Pos      | N  | Pilota                | Costruttore/Motore   | Giri | Tempo/Ritiro            | Griglia | Punti |
| -------- | -- | --------------------- | -------------------- | ---- | ----------------------- | ------- | ----- |
| 1        | 6  | Jacques Villeneuve    | Williams - Renault   | 67   | 1:33:26.473             | 2       | 10    |
| 2        | 1  | Michael Schumacher    | Ferrari              | 67   | +0.762                  | 3       | 6     |
| 3        | 8  | David Coulthard       | McLaren - Mercedes   | 67   | +32.834                 | 6       | 4     |
| 4        | 5  | Damon Hill            | Williams - Renault   | 67   | +33.511                 | 1       | 3     |
| 5        | 11 | Rubens Barrichello    | Jordan - Peugeot     | 67   | +33.713                 | 5       | 2     |
| 6        | 12 | Martin Brundle        | Jordan - Peugeot     | 67   | +55.567                 | 11      | 1     |
| 7        | 14 | Johnny Herbert        | Sauber - Ford        | 67   | +1:18.027               | 12      |       |
| 8        | 7  | Mika Häkkinen         | McLaren - Mercedes   | 67   | +1:18.438               | 9       |       |
| 9        | 4  | Gerhard Berger        | Benetton - Renault   | 67   | +1:21.061               | 8       |       |
| 10       | 10 | Pedro Diniz           | Ligier - Mugen-Honda | 66   | +1 giro                 | 17      |       |
| 11       | 16 | Ricardo Rosset        | Arrows - Hart        | 65   | +2 giri                 | 20      |       |
| 12       | 20 | Pedro Lamy            | Minardi - Ford       | 65   | +2 giri                 | 19      |       |
| 13       | 21 | Giancarlo Fisichella  | Minardi - Ford       | 65   | +2 giri                 | 18      |       |
| SQ       | 19 | Mika Salo             | Tyrrell - Yamaha     | 66   | Squalificato            | 14      |       |
| SQ       | 18 | Ukyo Katayama         | Tyrrell - Yamaha     | 65   | Squalificato            | 16      |       |
| Ritirato | 15 | Heinz-Harald Frentzen | Sauber - Ford        | 59   | Freni                   | 10      |       |
| Ritirato | 17 | Jos Verstappen        | Footwork - Hart      | 38   | Motore                  | 13      |       |
| Ritirato | 9  | Olivier Panis         | Ligier - Mugen-Honda | 6    | Collisione con E.Irvine | 15      |       |
| Ritirato | 2  | Eddie Irvine          | Ferrari              | 6    | Problema elettrico      | 7       |       |
| Ritirato | 3  | Jean Alesi            | Benetton - Renault   | 1    | Collisione con M.Salo   | 4       |       |
| NQ       | 23 | Andrea Montermini     | Forti - Ford         |      | Regola del 107%         | 21      |       |
| NQ       | 22 | Luca Badoer           | Forti - Ford         |      | Regola del 107%         | 22      |       |

## Classifiche

### Piloti
| Pos. | Pilota             | Punti |
| ---- | ------------------ | ----- |
| 1    | Damon Hill         | 33    |
| 2    | Jacques Villeneuve | 22    |
| 3    | Michael Schumacher | 10    |
| 3    | Jean Alesi         | 10    |
| 5    | Eddie Irvine       | 6     |
| 6    | Mika Häkkinen      | 5     |
| 6    | Rubens Barrichello | 5     |
| 8    | David Coulthard    | 4     |
| 9    | Gerhard Berger     | 3     |
| 9    | Mika Salo          | 3     |
| 11   | Olivier Panis      | 1     |
| 11   | Jos Verstappen     | 1     |
| 11   | Martin Brundle     | 1     |

### Costruttori
| Pos. | Team                 | Punti |
| ---- | -------------------- | ----- |
| 1    | Williams - Renault   | 55    |
| 2    | Ferrari              | 16    |
| 3    | Benetton - Renault   | 13    |
| 4    | McLaren - Mercedes   | 9     |
| 5    | Jordan - Peugeot     | 6     |
| 6    | Tyrrell - Yamaha     | 3     |
| 7    | Ligier - Mugen-Honda | 1     |
| 7    | Footwork - Hart      | 1     |